# Eelde

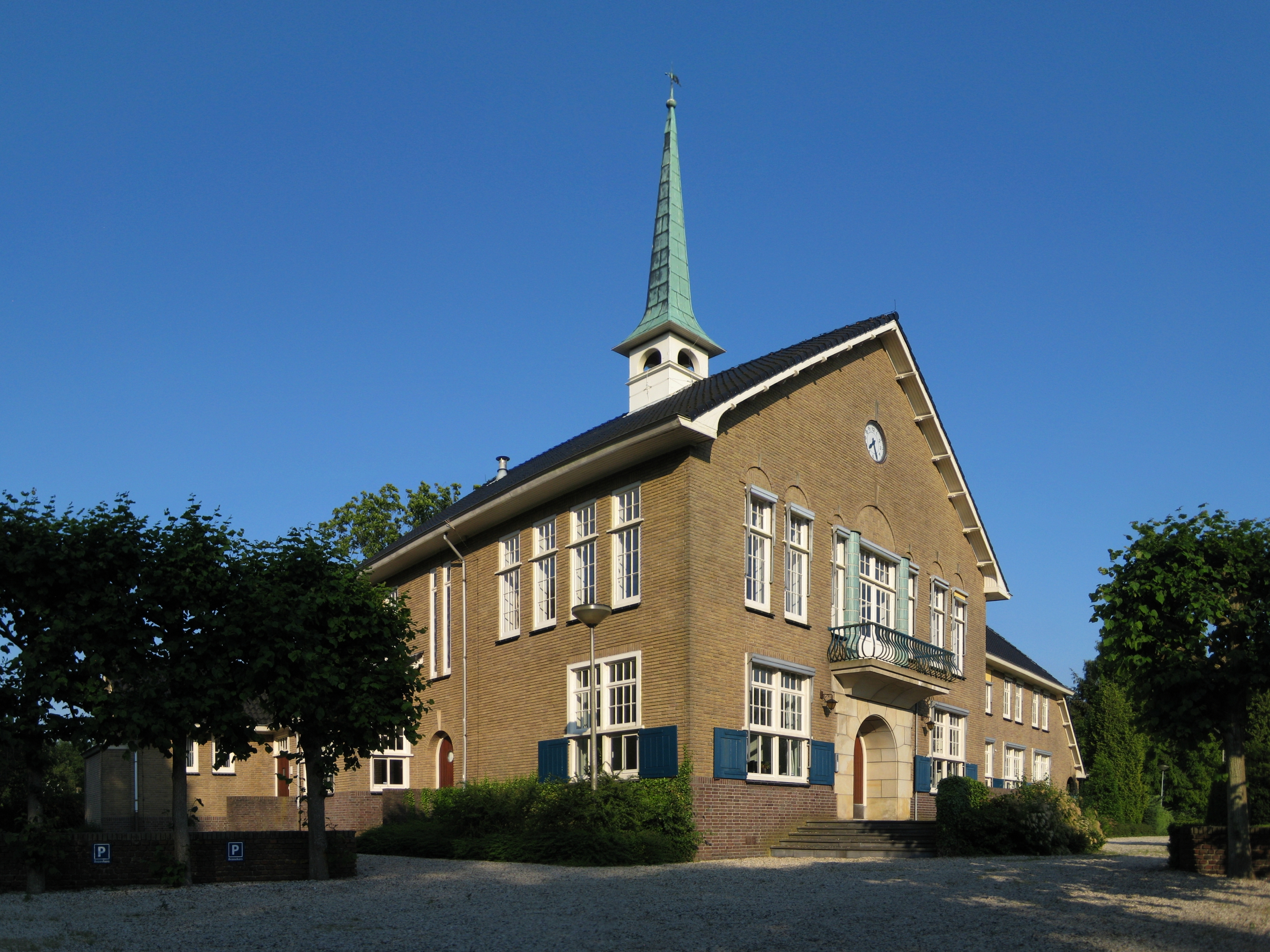
L'ex-sede del comune di Eelde

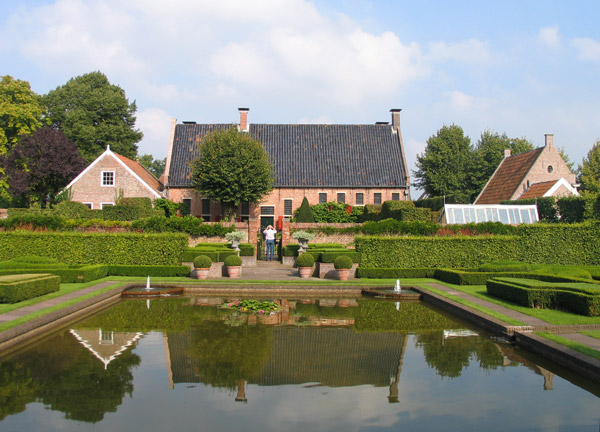
Eelde: i giardini del Museo De Buitenplaats

Eelde  (in Drèents: Eel) è una località di circa 6.700 abitanti del nord-est dei Paesi Bassi, facente parte della provincia di Drenthe e situata nei pressi del lago di Paterswolde (Paterswoldsemeer). Dal punto di vista amministrativo, si tratta di un ex-comune, nell 1998 accorpato alla municipalità di Zuidlaren e, dal dicembre 1999 facente parte della municipalità di Tynaarlo. assieme al villaggio limitrofo di Paterswolde, forma il centro abitato di Eelde-Paterswolde.

## Etimologia
Il toponimo Eelde è attestato per la prima volta nel 1139. Attestato anticamente anche nelle forme Elethe (1242), Elde (1259), Elende (1256-1263), è probabilmente formato dal nome di un corso d'acqua chiamato Ee e dal termine lede, che significa "corso d'acqua sprofondato".
Un'altra ipotesi, ora rigettata, lo fa derivare dal termine medio olandese el, elen (in olandese moderno: eland), che significa "alce", in ragione del fatto che la zona, stando a documenti del X e XI secolo, era popolata da questo animale.

## Geografia fisica

### Collocazione
Eelde si trova a sud del lago di Paterswolde, nella parte settentrionale della provincia di Drenthe, al confine con la provincia di Groninga.

### Suddivisione amministrativa
L'ex-comune di Eelde comprendeva, oltre alla località omonima, anche i villaggi di Paterswolde (con la buurtschap di Schelfhorst) ed Eelderwolde.

## Storia
I primi abitanti della zona furono i cosiddetti kleikers, gente di lingua frisone provenienti da alcune isole settentrionali.
Del villaggio si hanno notizie dal 1139, quando si ha notizia dell'esistenza di una chiesa in loco.
Nel 1339, si ha invece notizia dello scoltetto di Eelde.
Nel 1405, ciò che rimaneva delle fortificazioni di Eelde fu fatto demolire dal vescovo Frederik van Blankenheim.

## Bandiera e stemma

### Bandiera
La bandiera dell'ex-comune di Eelde è di colore giallo con una croce rossa e blue e con una torre nella parte sinistra in alto.
Questa bandiera fu realizzata da G.A. Bontekoe fu adottata ufficialmente il 1º ottobre 1962.

### Stemma
Lo stemma di Eelde è dorato e raffigura un corvo con una balestra e reca una corona.

## Monumenti e luoghi d'interesse

### Museo De Buitenplaats
Tra i luoghi d'interesse di Eelde, figura il Museo De Buitenplaats, un museo di arti figurative, progettato nel 1996 dagli architetti Alberts a Van Huut.

### Altri musei
Altri musei di Eelde sono il museo degli zoccoli dei fratelli Wietzes, fondato nel 1990 e il museo degli strumenti musicali Vosbergen, inaugurato nel 2002.

## Infrastrutture e trasporti
Ad Eelde si trova l'aeroprto di Groninga-Eelde, realizzato nel 1931.